# 崇文书局
崇文书局是中国的一家图书出版机构，现隶属于湖北长江出版传媒集团股份有限公司。

## 历史沿革
崇文书局成立于清同治六年（1867年），亦称湖北官书局，是晚清全国四大官办书局之一。1936年歇业。
2002年，由湖北省新闻出版局动议，经国家新闻出版总署、国家工商总局批准，湖北辞书出版社正式更名为崇文书局。